# Château du Barrioz
Le château du Barrioz est une ancienne maison forte, dont l'origine remonte vraisemblablement au XIVe siècle, qui se dresse sur la commune d'Argonay dans le département de la Haute-Savoie, en région Auvergne-Rhône-Alpes.

## Situation
Le château du Barrioz est situé dans le département français de la Haute-Savoie sur la commune d'Argonay, à l'ouest du chef-lieu, isolé au milieu des prairies.
La seigneurie comprend les paroisses voisines d'Argonay (Argonnex) et de Saint-Martin.
Non loin du château actuel, dans un grand bois de sapin, on trouve les vestiges d'un château du même nom. La tradition prétend que celui-ci aurait été détruit par un incendie il y a plusieurs siècles.

## Historique
Le château est la « résidence principale de la branche cadette » de la famille de Monthouz. La famille de Monthouz est vassale des comtes de Genève.
Pierre de Monthouz, aurait construit avant 1379, le château.
Le duc de Savoie Victor-Amédée II, le 20 novembre 1699, élève les Monthouz du Barrioz au rang de comtes du Barrioz, d'Argonay et de Saint-Martin,. Ils s'éteindront en 1869,. À cette date la dernière héritière lègue le château à son neveu, Emmanuel Flocard de Mépieu. À la mort de ce dernier, survenu en 1886, le Barrioz passe par héritage à la comtesse d'Anières de Sales, née d'Arcollières, sa nièce,.
Il est, au XXe siècle, la possession de la famille de Billy.

## Description
Le château du Barrioz se présente de nos jours sous la forme d'une massive construction carrée, couvert d'un grand toit à quatre pans ; exemple type de la maison forte savoyarde. Subsistant du mur d'enceinte, deux tours rondes encadrent le porche qui permet d'accéder à la cour, bordée d'un côté par la maison forte et de l'autre par le bâtiment de ferme.